# Kunaghatta, Gubbi
Kunaghatta là một làng thuộc tehsil Gubbi, huyện Tumkur, bang Karnataka, Ấn Độ.